# Gävle Maria församling
Gävle Maria församling var en församling i Gästriklands kontrakt i Uppsala stift. Församlingen ingick i Gävle pastorat och låg i Gävle kommun i Gävleborgs län. Församlingen omfattade stadsdelen Sätra. Församlingen uppgick 2021 i Gävle församling.

## Administrativ historik
Församlingen bildades 1978 genom utbrytning ur Gävle Heliga Trefaldighets församling och utgjorde därefter till 2014 ett eget pastorat. Från 2014 till 2021 ingick församlingen i Gävle pastorat. Församlingen uppgick 2021 i Gävle församling.

## Kyrkor
- Mariakyrkan